# Zagaje (Lelkowo)
Zagaje (deutsch Hasselpusch) ist ein Ort in der polnischen Woiwodschaft Ermland-Masuren innerhalb der Landgemeinde Lelkowo (Lichtenfeld) im Powiat Braniewski (Kreis Braunsberg). Bis 1945 gehörte er zum Kreis Heiligenbeil in Ostpreußen.

## Geographische Lage

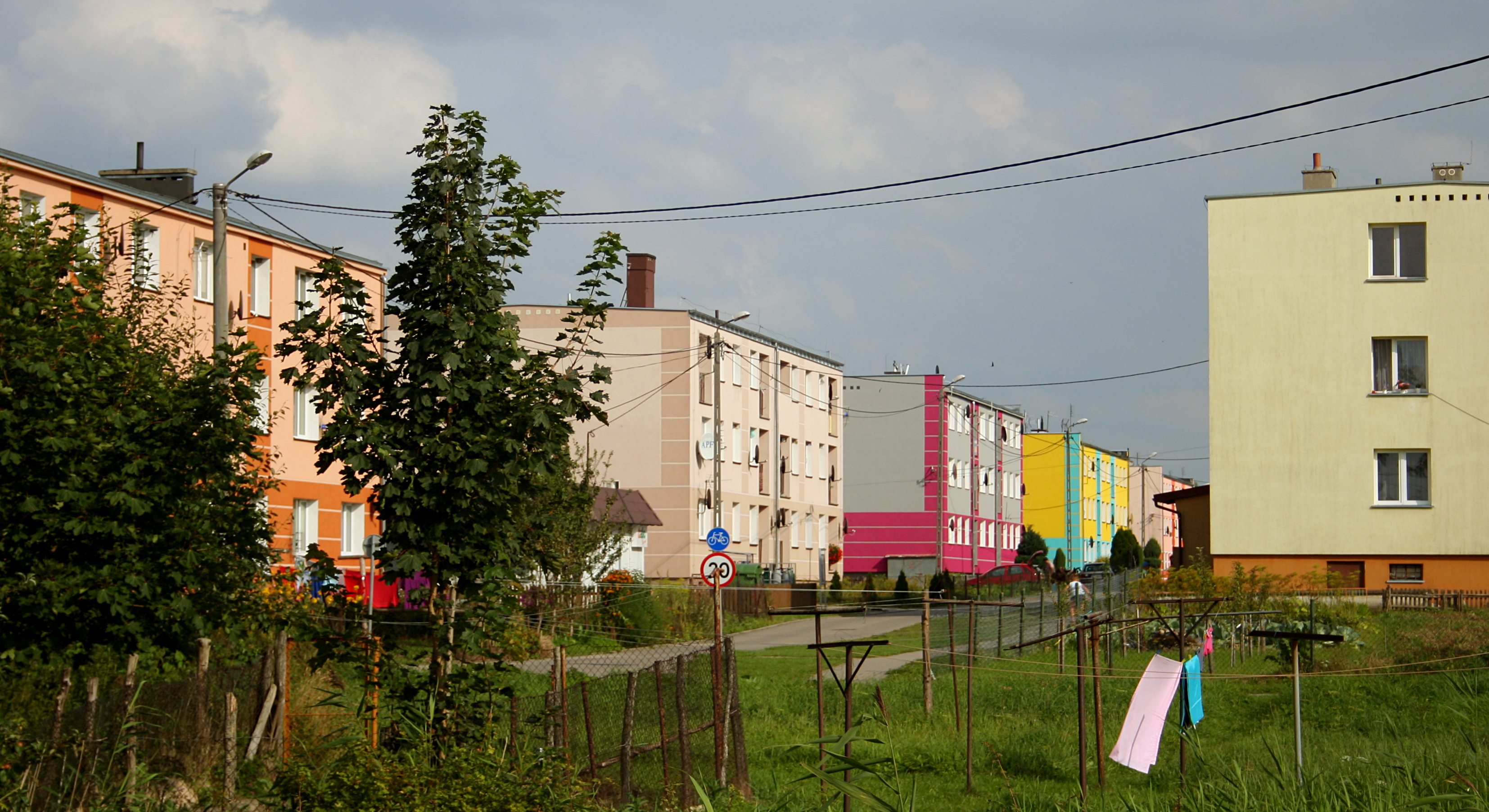
Wohnsiedlung in Zagaje

Zagaje liegt südlich der Lauter (polnisch Ławta) im Nordwesten der Woiwodschaft Ermland-Masuren, 18 Kilometer südöstlich der früheren und heute auf russischem Staatsgebiet gelegenen Kreisstadt Heiligenbeil (russisch Мамоново Mamonowo) bzw. 23 Kilometer östlich der heutigen Kreismetropole Braniewo (deutsch Braunsberg).

## Geschichte

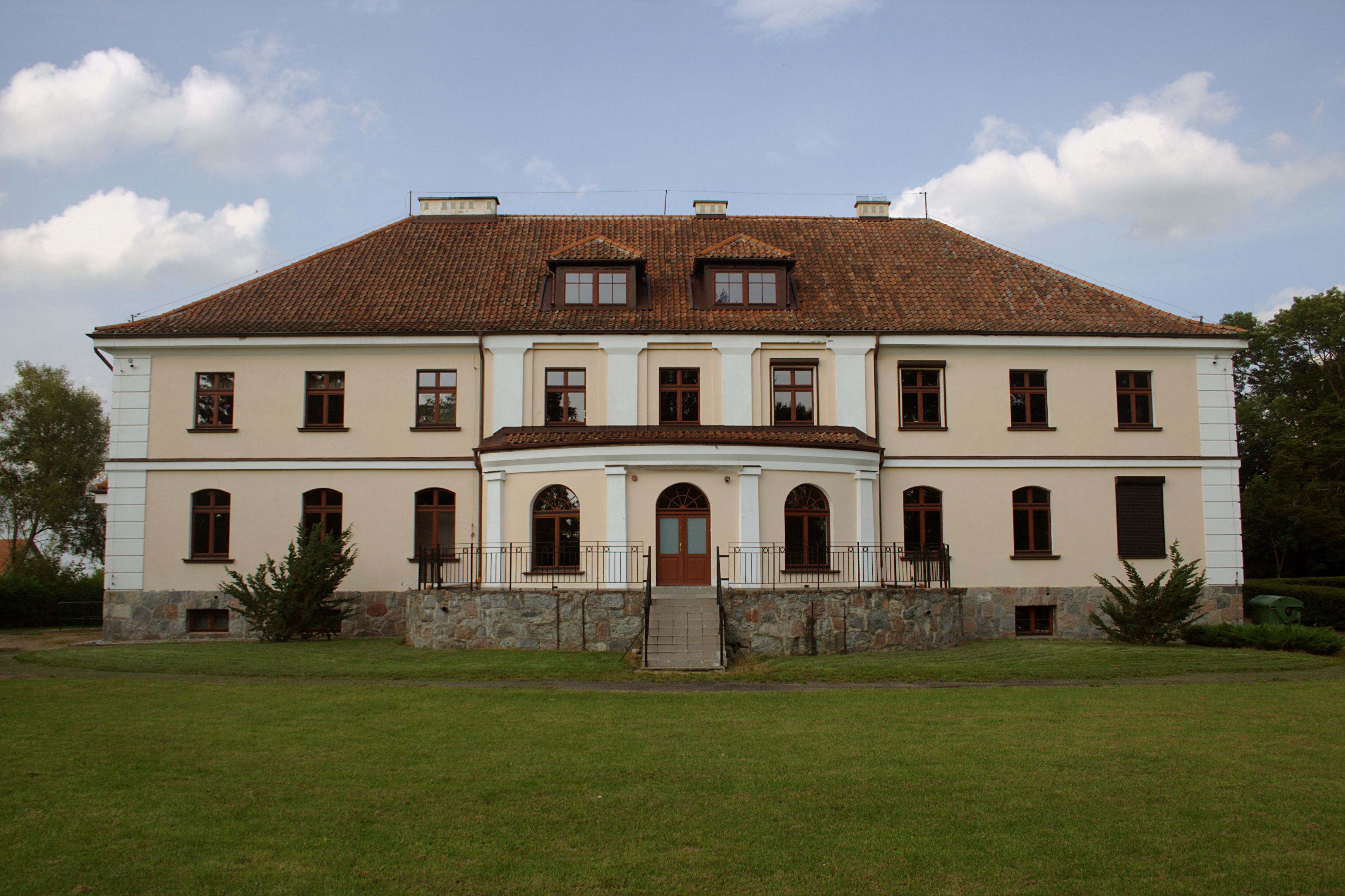
Das neobarocke Gutshaus Hasselpusch in Zagaje

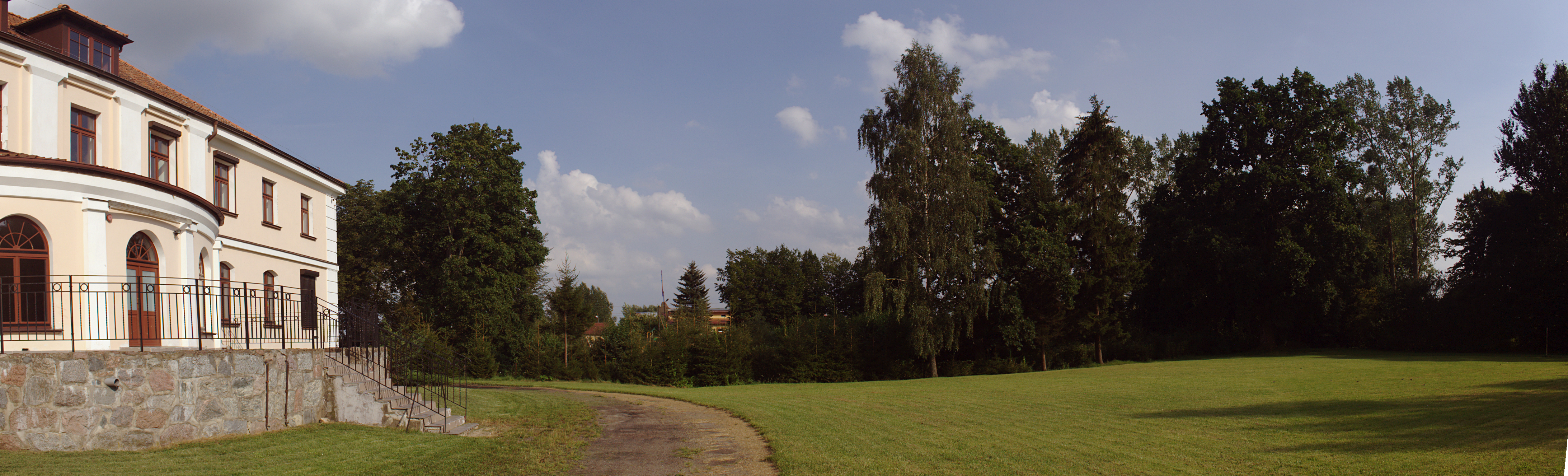
Blick in den Gutspark

Das seinerzeitige Haselbusch, Dorf und Gut, wurde am 11. November 1339 gegründet, als der Komtur von Balga, Dietrich Speyer, dem Lokator die Handfeste ausgab. 1527 übernahm Claus von Auer auf Pellen (polnisch Piele) die Herrschaft.
1827 kam Hasselpusch in den Besitz von Albrecht von Brandt und von diesem an Wilhelm von Brandt. 1863 kaufte Rittmeister Friedrich Graf zu Dohna das Gut Hasselpusch, seine direkten Nachbesitzer sind nicht bekannt.
1874 entstand der Amtsbezirk Pellen im ostpreußischen Kreis Heiligenbeil, Regierungsbezirk Königsberg, in den Hasselpusch sowohl als Landgemeinde als auch als Gutsbezirk aufgenommen wurde. Zählte der Gutsbezirk im Jahre 1910 125 Einwohner, so waren es 161 in der Landgemeinde.
Im Jahre 1905 hatte Friedrich von Steegen-Wilknitt das Gut erworben. Nach seinem frühen Tod 1909 durch einen Reitunfall übernahm es sein Bruder Oskar von Steegen. Ab dem gleichen Jahr wurde das Gut Klein Steegen (polnisch Stega Mała) im Nachbarkreis Preußisch Eylau von Hasselpusch aus mitbewirtschaftet. Oskar von Steegens Witwe übereignete Hasselpusch 1925 an ihre Tochter Jutta von Steegen, die 1925 den Landwirt und Oberleutnant d. R. Siegfried Freiherr von der Leyen heiratete. Unter seiner Regie wurde das neobarocke Gutshaus, das unter anderem mit Bauholz aus dem Gutswald Klein Steegen errichtet, 1926 bezogen werden konnte.
Am 30. September 1928 gab der Gutsbezirk Hasselpusch seine Eigenständigkeit auf und ließ sich in die Landgemeinde eingemeinden. Die Zahl der Einwohner der „neuen“ Gemeinde belief sich 1933 auf 229 und 1939 auf 218.
Siegfried von der Leyen war Spring- und Dressurreiter und Züchter des Ostpreußischen Warmblutpferdes Trakehner Abstammung. Aus der noch vor dem Zweiten Weltkrieg in den Westen Deutschlands geretteten Zucht stammte  „Perkunos“, der mit der Dressurreiterin Hannelore Weygand an der Reiterolympiade 1956 in Stockholm teilnahm, wo die deutsche Dressurmannschaft die Silbermedaille gewann.
Beim Vordringen des sowjetischen Truppen 1945 waren die Hasselpuscher Höhen scharf umkämpft. Das Gutshaus blieb während der Kämpfe nahezu unbeschädigt und nach einigen Dach- und Innenausbauten konnte es nach 1945 noch lange als Grundschule benutzt werden. Seit 1945 gehört Hasselpusch unter der polnischen Bezeichnung Zagaje zu Polen und liegt seit 1998 in der Woiwodschaft Ermland-Masuren. Das Dorf gehört zur Landgemeinde Lelkowo (Lichtenfeld) im Powiat Braniewski (Kreis Braunsberg).

## Religion

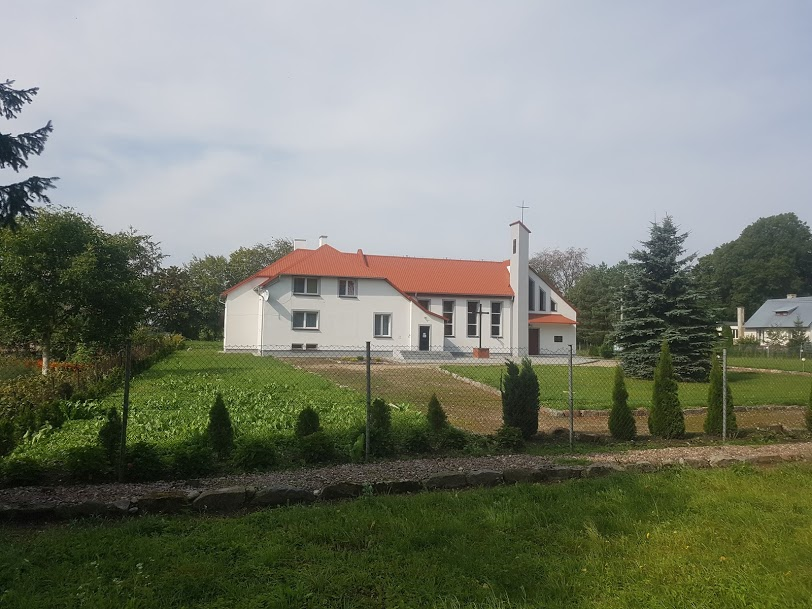
Die St.-Maximilian-Kolbe-Kirche in Zagaje

Mit seiner überwiegend  evangelischen Bevölkerung war Hasselpusch bis 1945 in den Sprengel Pellen der Vereinigten Kirchengemeinden Hermsdorf/Pellen in die Kirchenprovinz Ostpreußen der Kirche der Altpreußischen Union eingepfarrt. Die kleinere Zahl römisch-katholischer Einwohner gehörte zur Pfarrei Heiligenbeil im damaligen Bistum Ermland.
Seit 1984 besteht in Zagaje eine eigene römisch-katholische Pfarrei, die dem Dekanat Pieniężno (Mehlsack) im jetzigen Erzbistum Ermland unterstellt ist. Hier wurde inzwischen ein Kirchengebäude errichtet.

## Verkehr
Zagaje liegt an einer Nebenstraße, die von Wyszkowo (Hohenfürst) über die Ortsstelle Siekiera (Friedrichshof) nach Piele (Pellen) führt und vor 1945 weiter in das heute russische Staatsgebiet der Oblast Kaliningrad bis nach Zinten (heute russisch Kornewo) verlief. Eine andere von dem heute ebenfalls auf russischem Gebiet gelegenen Ort Iwanzowo (Deutsch Thierau) sowie über Jachowo (Hanswalde) kommende Nebenstraße endete in Zagaje.
Eine Bahnanbindung besteht nicht.

## Persönlichkeit
- Roswitha von Bergmann (geborene Freiin von der Leyen, 1926–2004), deutsche Politikerin (FDP), Sammlerin russischer Konstruktivisten sowie außereuropäischer Kunst, verbrachte ihre Kindheit und frühe Jugend auf Hasselpusch[2]